# Церква святого Миколи (Леже)
Мечеть Селіма (алб. Xhamia e Selimijës) або церква Святого Миколи Kisha e Shën Kollit — будівля в місті Лежа на півночі Албанії. Це колишня церква, перероблена османами в мечеть . Її руїни були закриті дахом і переобладнані в меморіал албанського національного героя Скандербега (1405—1468) .

## Історія
У 1459 на місці попередньої будівлі XIV століття була побудована церква Святого Миколи — головний собор міста Лежа . Вона знаходиться біля підніжжя замкового пагорба неподалік від Дрина . Її розміри становили приблизно 18 на 8 метрів. Однонефна готична споруда мала апсиду на сході, по три невеликих вікна в північній і південній стінах, а на західному фасаді — двері і одне кругле вікно .
У 1468 в церкві Святого Миколи був похований вождь албанського повстання проти осман Скандербег . У 1478 році після завоювання Лежи султаном Мехмедом II могила була сплюндрована османськими солдатами, а кістки з неї були використані в якості талісманів . За султана Селіма I (1512—1520) церква була перебудована в мечеть. На честь султана вона отримала назву мечеть Селіма. У XVII столітті до зруйнованої будівлі здійснювали паломництво албанці, щоб вшанувати пам'ять Скандербега

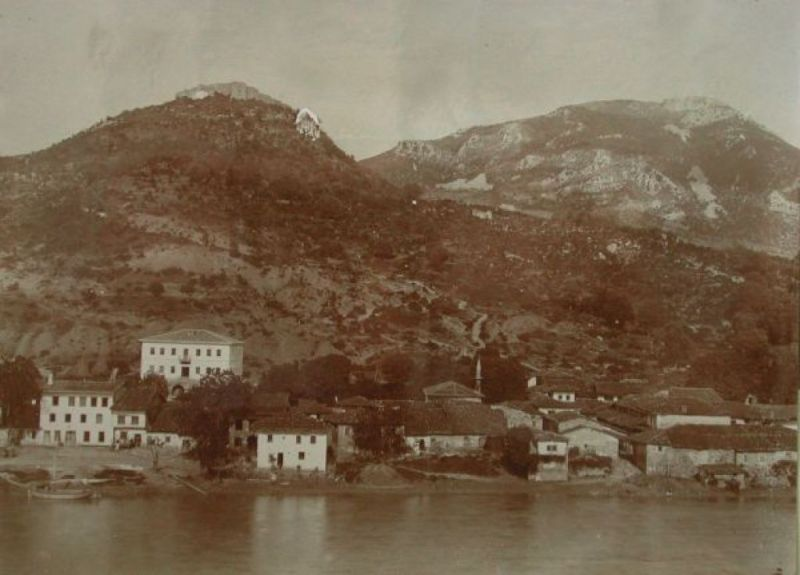
Мечеть між будинками міста Лежа на фотографії першої чверті XX століття

У кінці XVIII століття, за султана Селіма III, мечеть була відреставрована . У мечеті був міхраб, а на південному заході — високий мінарет, побудований у XVIII столітті .
У 1966 проводилося археологічне дослідження мечеті, завдяки чому було встановлено, що раніше це була церква Святого Миколи . Будівля використовувалася як мечеть до 1968 року. Після того, як лідер Народної Соціалістичної Республіки Албанія Енвер Ходжа проголосив у 1967 році «першу у світі атеїстичну державу», вона була закрита.
У 1978 в мечеті була виявлена могила Скандербега.
У 1979 регіон постраждав від сильного землетрусу. При цьому упав мінарет і була серйозно пошкоджена мечеть. Під час реставрації всі османські доповнення видалили, щоб по можливості відновити зовнішній вигляд часів Скандербега . Руїни були перетворені в меморіал національного героя . Руїни церкви Святого Миколи були визнані національним культурним пам'ятником.

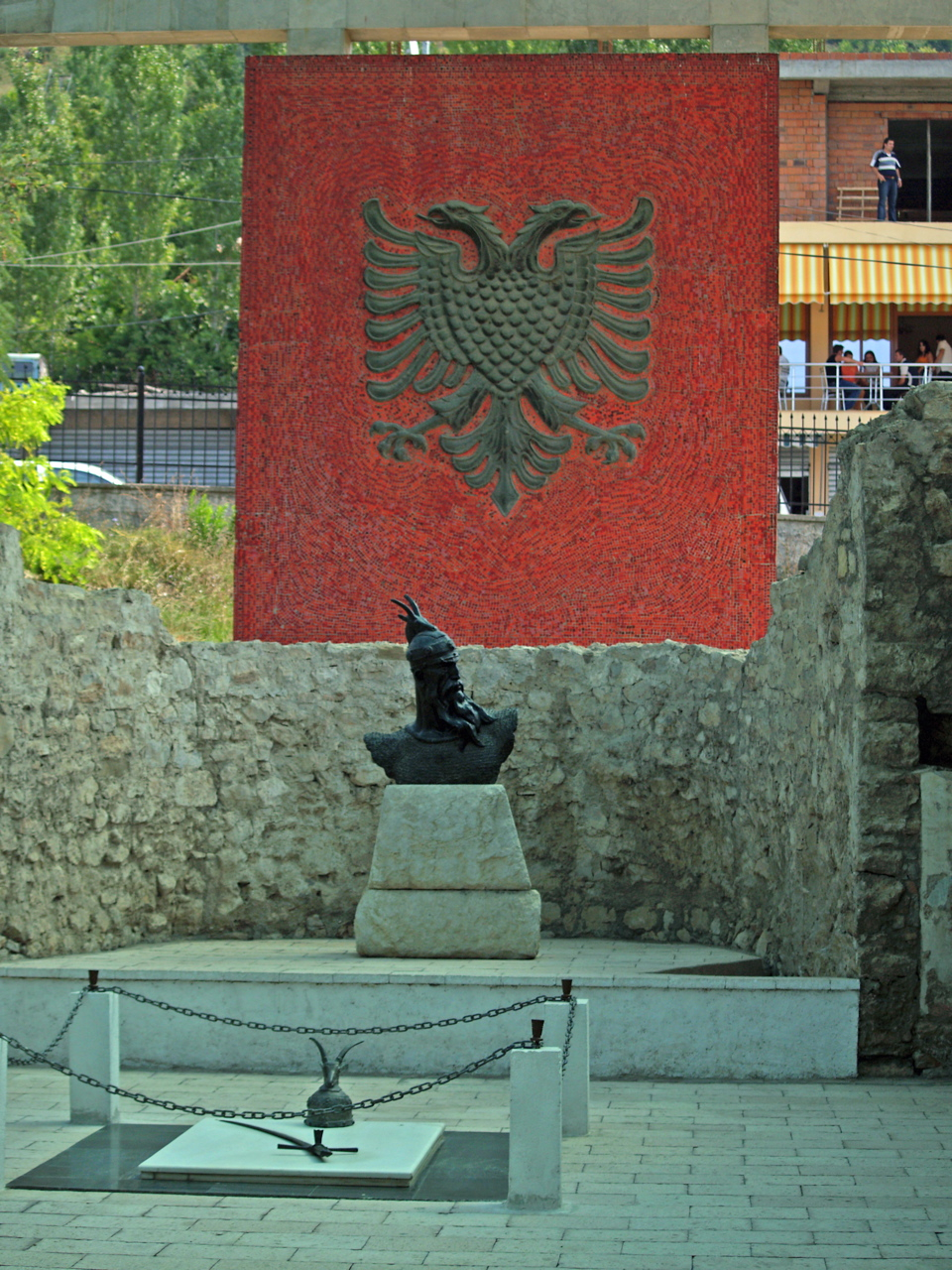
Інтер'єр з бюстом Скандербега і символічною могилою

У 1981 новий меморіал Скандербега відкритий. Конструкція з дахом захищає старі стіни, всередині яких встановлено бюст роботи Одісе Паскалі і меморіальна плита з реплікою меча і шолома Скандербега (оригінали знаходяться у Відні). На стіні висять таблички, що нагадують про бої Скандербега і герби князівств Лежської ліги .
Навколо руїн мечеті знаходяться ще одні руїни античних часів.